# George Madurobrug
De George Madurobrug (brug 1036) is een bouwkundig kunstwerk in Amsterdam-Zuidoost.
De brug is een combinatie van een brug en viaduct. Het voert over een voet- en fietspad in het Nelson Mandelapark en een afwateringstocht van datzelfde park. Het bouwwerk is gelegen in de Karspeldreef, een doorgaande route in Amsterdam-Zuidoost, die het park doormidden snijdt.
Het viaduct van 53 meter lengte wordt tussen de landhoofden gedragen door twee series brugpijlers die een juk dragen. Deze twee jukken steken aan een van beide kanten eenmalig uit om plaats te bieden aan lantaarnpalen, ter verlichting van de weg. Omdat de brug met 22 meter breedte te weinig daglicht op onderliggende paden geeft, moest er ook aan de onderzijde van het viaduct verlichting aangebracht worden. Het ontwerp is afkomstig van Dirk Sterenberg, die voor deze dan nieuwe wijk een aantal series bruggen ontwierp voor de Dienst der Publieke Werken. Zijn handtekening is terug te vinden in de leuningen, balustraden, randplaten als ook het schakelkastje, dat midden onder het viaduct is geplaatst. Ook de betegeling van de landhoofden verraadt zijn hand. Een bijzonderheid zijn de brugpijlers in de vorm van kristallen; brugpijlers in deze vorm zijn ook bij andere bruggen in Zuidoost te vinden. Bijna het gehele viaduct is van beton.
De brug kreeg op 21 augustus 2018 haar naam; een vernoeming naar George Maduro.

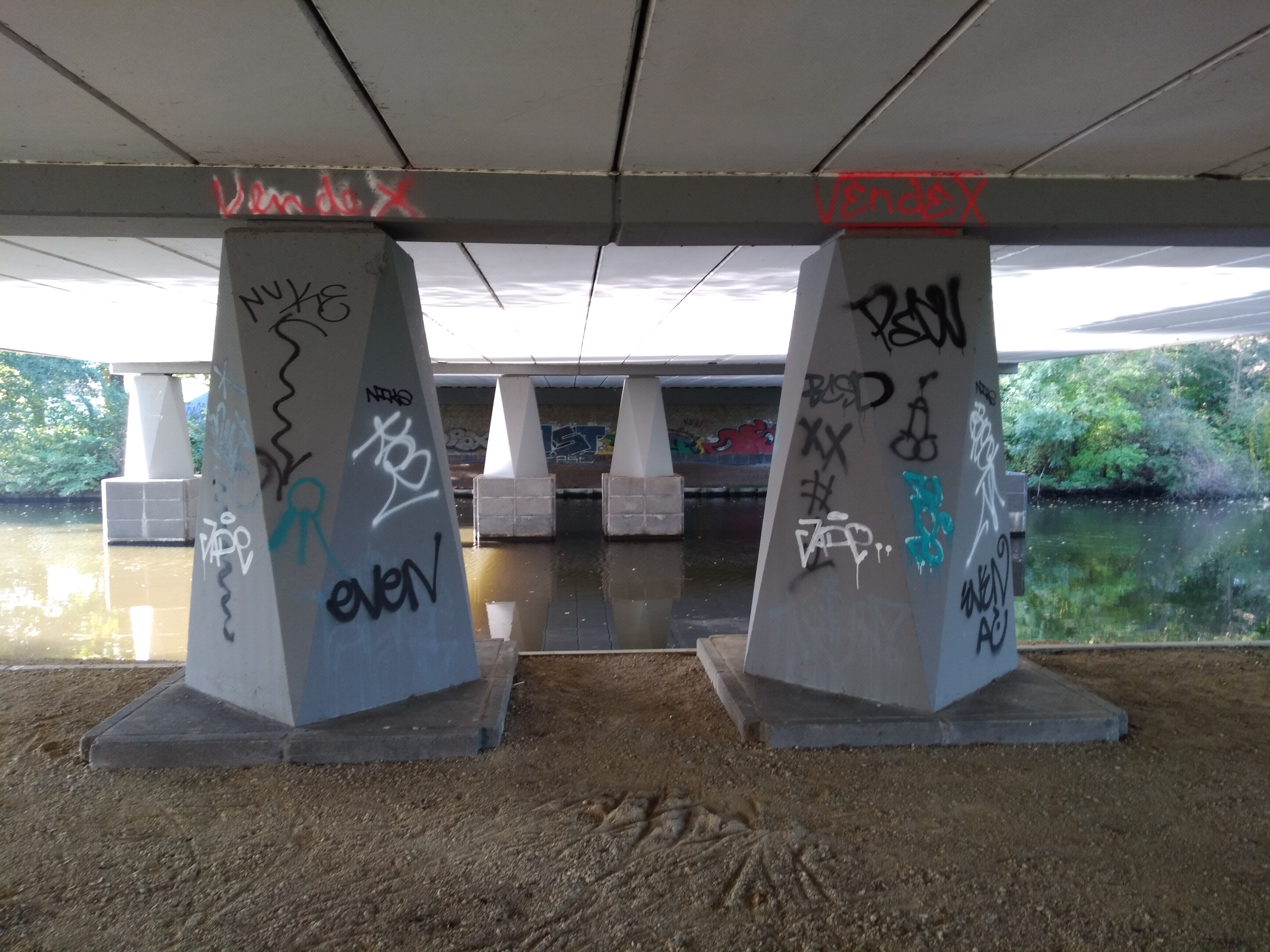
Onderzijde George Madurobrug (oktober 2020)

<<< · 1000 · 1001 · 1002 · 1003 · 1004 · 1005 · 1006 · 1007 · 1008 · 1009 · 1010 · 1011 · 1012 · 1013 · 1014 · 1018 · 1028 · 1029 · 1030 · 1032 · 1033 · 1034 · 1035 · 1036 · 1037 · 1038 · 1039 · 1040 · 1041 · 1044 · 1045 · 1046 · 1048 · 1049 · 1050 · 1051 · 1062 · 1063 · 1064 · 1065 · 1066 · 1067 · 1076 · 1077 · 1078 · 1083 · 1090 · 1092 · 1093 · 1094 · 1095 · 1096 · 1097 · 1098 · 1099 · >>>
Brugnummers  1015, 1016, 1017, 1019, 1020, 1021, 1022, 1023, 1024, 1025, 1026, 1027, 1031, 1042, 1043, 1047, 1052/1053 (niet gebouwd), 1054, 1055, 1056, 1057, 1058, 1059, 1060, 1061, 1068, 1069-1075, 1079, 1080, 1081, 1082, 1084-1088, 1089 en 1091 (onbekend) zijn niet meer vergeven. De meesten daarvan zijn gesloopt in verband met sanering Zuidoost. Alle bruggen lagen en liggen in Zuidoost behalve bruggen 1000 en 1002.